# Makena Hodgson
Makena Hodgson, född 27 juli 2000 i Calgary, är en kanadensisk rodelåkare.

## Karriär
Hodgson tävlade för Kanada vid olympiska vinterspelen 2022 i Peking, där hon slutade på 17:e plats i damernas singel.